# Сорокалет Олександр Іванович
Сорокале́т Олекса́ндр Іва́нович (нар.16 квітня 1957, Луганськ — пом.6 листопада 2009, Ростов-на-Дону) — український футболіст і тренер.
Виступав за команди «Зоря» Луганськ (1976–1979, 1984), «Динамо» Київ (1980–1983), «Дніпро» Дніпропетровськ (1985–1989, 1991) — 91 матч, 2 голи, «Металург» Запоріжжя (1990-92, з перервою), «Торпедо» Запоріжжя (1993), СК «Миколаїв» (1994).
В Олімпійській збірній СРСР — 2 матчі.
Працював тренером Дніпра (1996–1998), менеджером із селекції Ростова (2007–2009)

## Досягнення
- Чемпіон СРСР 1988.
- Срібний призер чемпіонату СРСР 1987, 1989 рр.
- Бронзовий призер чемпіонату СРСР 1985.
- Володар Кубка СРСР 1982, 1989 рр.